# Stanislao Fadda
Stanislao Fadda (Cagliari, 17 marzo 1846 – Roma, 24 aprile 1912) è stato un ingegnere italiano.

## Biografia
Nacque a Cagliari il 17 marzo 1846 e conclusi gli studi superiori nella città natale, si iscrisse alla Regia Scuola di Applicazione per gli Ingegneri di Torino, laureandosi in ingegneria civile il 2 dicembre 1870.
Terminati gli sudi, partecipò alla costruzione della ferrovia Torino-Fossano-Savona e nel 1873 entrò a far parte del personale della Società per le Ferrovie dell'Alta Italia, divenendo nel 1880 capoufficio d'arte del Servizio materiale rotabile di Torino; proprio nel Servizio materiale rotabile torinese, nacque nel 1883 il progetto della locomotiva a vapore 1181 Vittorio Emanuele. Le sue doti lo portarono ad essere nominato nel 1885 direttore delle Officine di Pietrarsa mentre nel 1902 divenne capo servizio materiale della Rete Mediterranea, venendo poi promosso come direttore della Compagnia Reale delle Ferrovie Sarde con la nazionalizzazione delle ferrovie del 1905.
Scrisse innumerevoli opere d'arte ferroviaria e nel 1883 fu insignito del prestigioso premio Telford della Institution of Civil Engineers di Londra. La sua opera massima fu Costruzione delle strade ferrate e delle tramvie, edita dalla UTET tra il 1887 e il 1912, un'opera monumentale di 8000 pagine, con 900 tavole e 10.000 figure, da lui diretta e scritta insieme ad altri autori, in cui venivano descritti minuziosamente i più disparati dispositivi, apparati, veicoli ed oggetti attinenti alla tecnica delle ferrovie. 
Morì a Roma il 24 aprile 1912.

## Opere
- Stanislao Fadda (a cura di), Costruzione ed esercizio delle strade ferrate e tramvie, vol. I, II, III, IV, UTET, 1887-1912.